# 松本朗
松本 朗（まつもと あきら、1958年 - ）は、日本の経済学者。立命館大学経済学部教授。博士（経済学）。東京都生まれ。愛称は朗くん(ろうくん)、朗100%

## 略歴
1981年國學院大學経済学部卒業、1989年國學院大學大学院経済学研究科博士課程修了（単位取得退学）、2002年「円高・円安とバブル経済の研究」で國學院大学より博士（経済学）の学位を取得、愛媛大学教授を経て、2005年立命館大学経済学部教授。2015年2月より立命館大学経済学部長、理事。季刊経済理論編集委員（2005年6月-2007年6月）、経済教育学会幹事（2006年8月-）、信用理論研究学会理事（2008年1月1日-）、経済理論学会幹事（2013年4月-2015年3月）。

## 主要著作

### 単著
- 『円高・円安とバブル経済の研究』（駿河台出版社, 2001年）
- 『入門 金融経済―通貨と金融の基礎理論と制度―』（駿河台出版社、2009年）

### 共著
- 『通貨危機の政治経済学』（日本経済評論社, 2000年）
- SEEKING SHELTER ON THE PACIFIC RIM: Financial Globalization, Social Change, and the Housing Market, ME.Sharpe (2002)
- 『ドル体制とグローバリゼーション』（駿河台出版社、2008年）

### 共訳
- E・ビクター・モーガン『貨幣金融史』（慶應通信, 1989年／改訂増補版, 1992年）
- ウィリアム・ブレイク『外国為替相場変動論――為替相場を規定する諸原理と通貨減価の状態についての諸考察』（駿河台出版社, 1992年）
- バンク・マージャー・ウェーブ、ゲイリー・ディムスキ『銀行合併の波――銀行統合の要因と社会的帰結』（日本経済評論社, 2004年）